# 프레드 태터쇼어
프레더릭 "프레드" 태터쇼어(영어: Frederick "Fred" Tatasciore, 1967년 6월 15일 ~ )는 괴수 목소리로 유명한 미국의 성우이다.

## 목소리 출연작
- 트랜스포머: 워 포 사이버트론 - 메가트론, 래칫, 오메가 슈프림, 트립티콘
- 트랜스포머: 폴 오브 사이버트론 - 메가트론, 라쳇, 메트로플렉스
- 트랜스포머 로봇 인 디스가이즈 - 세이버호른
- 쿵푸팬더 2 - 팬더 대드 / 고릴라 가드
- 트롤헌터 시즌 1
- 리틀 빅 어썸
- 리틀 프린세스 소피아: 신비한 섬 - 하림프
- 저스티스 리그 다크